# 蓝胸佛法僧

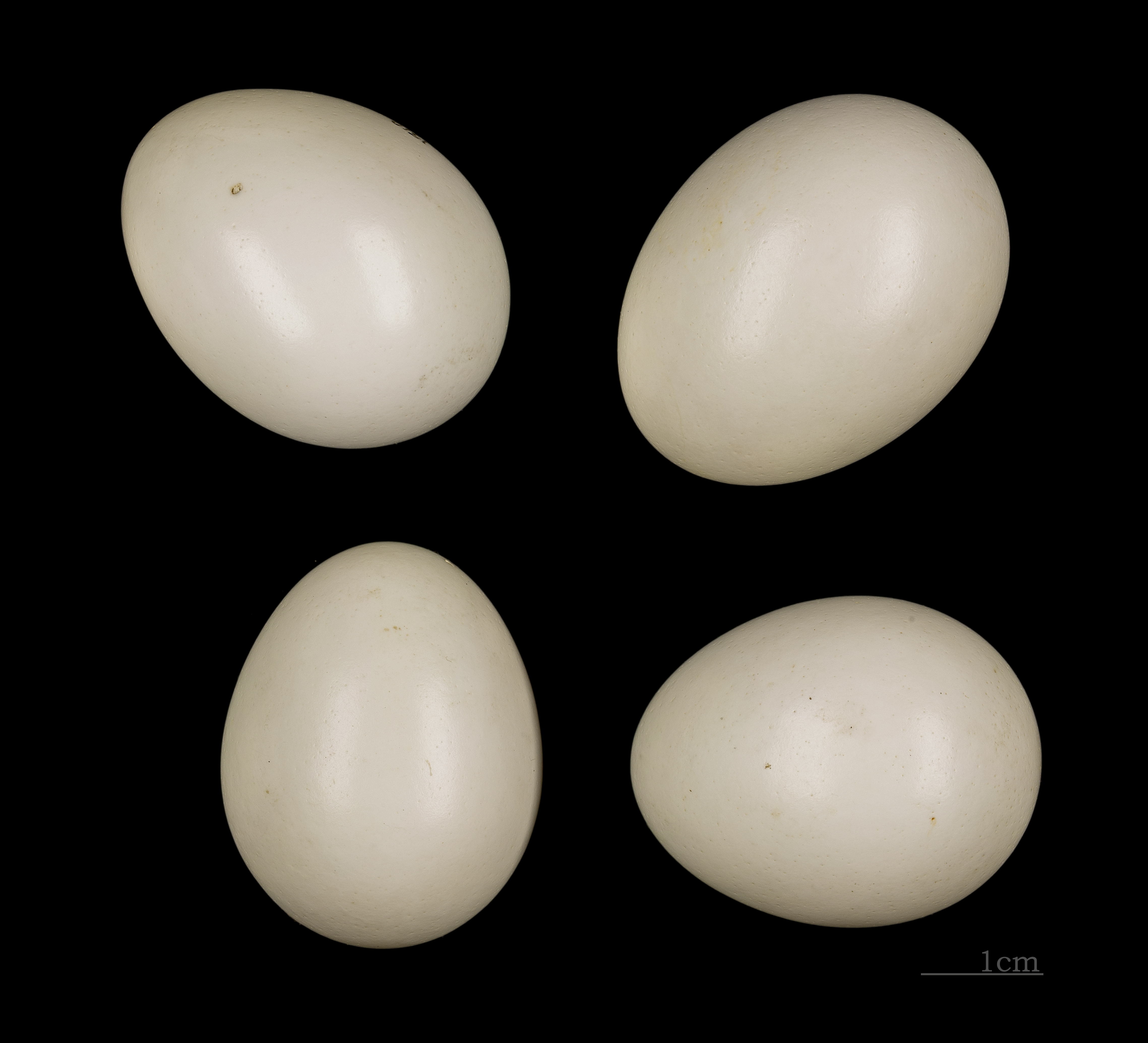
Coracias garrulus

蓝胸佛法僧（学名：Coracias garrulus）为佛法僧科佛法僧属的鸟类。该物种在从欧洲到中亚的地区都有分布，其模式产地在瑞典。

## 習性
以昆蟲為食，屬於候鳥，每次產約四至五個白色的卵，雌鳥與雄鳥交替抱卵約18天，孵化後的雛鳥約三至四週後即可離巢。

## 亚种
- 蓝胸佛法僧新疆亚种（学名：Coracias garrulus semenowi）。在中国大陆，分布于新疆、西藏等地。该物种的模式产地在俄罗斯外裡海州。[4]